# محمد كامارا
محمد كامارا (بالفرنسية: Mohamed Kamara)‏ وإسمه الشهير ميدو (بالفرنسية: Medo)‏ وهو لاعب كرة قدم سيراليوني في مركز وسط الدفاع ولد في يوم 16 نوفمبر 1987 في مدينة بو في سيراليون وهو يلعب حالياً مع نادي مكابي حيفا في إسرائيل كمعار من نادي بولتون واندررز في إنجلترا وسبق له اللعب مع نادي بارتيزان في صربيا ونادي هلسنكي لكرة القدم وكووبيون بالوسيورا في فنلندا ونادي كالون في سيراليون ولعب مع منتخب سيراليون لكرة القدم ويبلغ طوله 174 سم.

## روابط خارجية
- محمد كامارا على موقع الاتحاد الدولي (مؤرشف)  (الإنجليزية)
- محمد كامارا على موقع الاتحاد الأوربي (الإنجليزية)
- محمد كامارا على موقع قاعدة بيانات كرة القدم.إي يو (الإنجليزية)
- محمد كامارا على موقع ليكيب (الفرنسية)
- محمد كامارا على موقع ناشيونال فوتبول تيمز (الإنجليزية)
- محمد كامارا على موقع Soccerbase.com (لاعب) (الإنجليزية)
- محمد كامارا على موقع Soccerway.com (الإنجليزية)
- محمد كامارا على موقع AS.com (الإسبانية)